# سارة عبد الجواد
سارة عبد الجواد (مواليد 15 فبراير 1982 في الرياض، السعودية) هي سبّاحة إيقاعية أولمبية مصرية، شاركت في الأولمبياد مرة واحدة في دورة سيدني 2000 مع شقيقتها التوأم هبة عبد الجواد في منافسات زوجي السباحة الإيقاعية.

## المشاركة الأولمبية

### سيدني 2000
السباحة الإيقاعية — زوجي
- هبة عبد الجواد[1] وسارة عبد الجواد[3]
  - التصفيات — 70.266 نقطة (لم تتأهلا، المركز الـ20)

## روابط خارجية
- سارة عبد الجواد على موقع الاتحاد الدولي للسباحة (الإنجليزية)
- سارة عبد الجواد على موقع اللجنة الأولمبية الدولية (الإنجليزية)
- سارة عبد الجواد على موقع أوليمبيديا (الإنجليزية)